# Association of European Operational Research Societies
La Association of European Operational Research Societies (EURO) es una agrupación regional establecida en 1975, perteneciente a la International Federation of Operational Research Societies (IFORS), cuyo objetivo es promover la investigación de operaciones en Europa.

## Miembros
Los miembros de EURO son los siguientes:
- Alemania
- Austria
- Bélgica
- Bielorrusia
- Croacia
- Dinamarca
- Eslovaquia
- Eslovenia
- España
- Estonia
- Finlandia
- Francia
- Grecia
- Hungría
- Irlanda
- Israel
- Italia
- Noruega
- Países Bajos
- Polonia
- Portugal
- Reino Unido
- República Checa
- Serbia
- Sudáfrica
- Suecia
- Suiza
- Turquía

## Actividades
EURO realiza publicaciones científicas, libros y artículos relacionados con la investigación de operaciones, además de organizar conferencias internacionales. También otorga premios, becas para grupos de investigación, y organiza encuentros educacionales.

### Publicaciones
EURO publica las siguientes revistas de investigación:
- European Journal of Operational Research (EJOR)
- EURO Journal on Computational Optimization
- EURO Journal on Decision Processes
- EURO Journal on Transportation and Logistics

además de la serie de libros EURO Advanced Tutorials in Operational Research.

### Premios
EURO otorga los siguientes premios:
- EURO Gold Medal. Máxima distinción dentro de la investigación de operaciones en Europa, conferida por una contribución excepcional en el área.
- Distinguished Service Medal Award. Reconocimiento por un servicio distinguido en la asociación y el ejercicio de la profesión en el área.
- Excellence in Practice Award. Reconocimiento por logros excepcionales en la práctica del área.
- Doctoral Dissertation Award. Reconocimiento a contribuciones en el área por parte de alumnos de doctorado.
- EURO Award for the Best EJOR Papers. Reconocimiento a los mejores artículos publicados en la revista European Journal of Operational Research.

### Conferencias
EURO organiza diversas conferencias y eventos anuales:
- EURO-k Conferences. De temáticas más generales, pueden ser organizadas en cooperación con otras asociaciones tales como INFORMS.[6]
- EURO Mini Conferences.[7] Tienen como objetivo reunir a un número limitado de especialistas alrededor de un tema específico. A lo más se pueden realizar dos cada año.
- EWG Meetings. Organizadas al menos una vez al año por cada EURO Working Group.

### Working Groups
Los EURO Working Groups son marcos de organización proveídos por EURO para grupos de investigación y profesionales interesados en tópicos de investigación específicos del área. Cada EURO Working Group se reúne al menos una vez al año, organiza sesiones en conferencias, publica números especiales de revistas del área, y organiza conferencias o seminarios.

### Educación
EURO organiza encuentros educativos anuales:
- EURO PhD Schools. Instrumentos para motivar la organización de iniciativas de educación de posgrado para estudiantes de doctorado.
- EURO Summer/Winter Institutes. Oportunidad para que alrededor de veinte investigadores en fase inicial de investigación se reúnan durante dos semanas. Los participantes presentan su material, lo discuten con sus pares y con un especialista invitado en el tema, y finalmente preparan un artículo que se considera para ser parte de un número especial de EJOR.
- ORP³ Conferences. Foro de difusión científica e intercambio social entre miembros jóvenes en la investigación académica del área. Son encuentros anuales o bianuales.